# Folklore: The Long Pond Studio Sessions
Folklore: The Long Pond Studio Sessions è un film documentario del 2020 diretto da Taylor Swift. 
Il film, di produzione statunitense, documenta il processo di scrittura dell'ottavo album in studio della cantautrice Taylor Swift Folklore del 2020. È stato pubblicato il 25 novembre 2020 su Disney+.

## Trama
Taylor Swift interpreta tutte le canzoni del suo album Folklore in un concerto intimo, filmato nello storico studio di Long Pond, un'ambientazione che evoca la natura malinconica del disco. Accompagnata dai suoi co-produttori, Taylor parla dello sviluppo e del significato di tutte le canzoni, mentre le interpreta per la prima volta dal vivo insieme al team che le ha prodotte a distanza.

## Produzione
Il film è diretto da Taylor Swift ed è stato girato utilizzando sei fotocamere Lumix S1H mirrorless  con obiettivi Leica, oltre ad una videocamera Alexa LF con obiettivo Angenieux 24-290 montata su sistema robotico Furio, collocata su un carrello curvo di oltre 9 metri.

## Colonna sonora
In concomitanza con la distribuzione del documentario, l'artista ha reso disponibile digitalmente e in streaming l'album Folklore: The Long Pond Studio Sessions (From the Disney+ Special), costituito dall'album originale e dalle corrispettive tracce dal vivo.
Il 22 aprile 2023 il solo disco live è stato pubblicato sotto forma di doppio vinile in occasione dell'annuale Record Store Day.

### Formazione
- Taylor Swift – voce, chitarra acustica (tracce 1, 3, 6, 7, 10 e 16)
- Aaron Dessner – pianoforte (tracce 1, 4, 12 e 13), upright piano (tracce 2, 3, 5, 7, 15 e 16), chitarra e OP-1 (traccia 5), chitarra elettrica (tracce 6, 8 e 9), bass pedals (tracce 6, 8, 9 e 17), drum machine (tracce 7 e 8), high string guitar (traccia 10, 14 e 17), chitarra acustica (traccia 11), bordone (traccia 13), basso (traccia 15)
- Jack Antonoff – chitarra acustica (tracce 1, 6, 8, 10, 12, 14 e 17), bass pedals (tracce 1, 2, 4, 12 e 13), pianoforte (tracce 2, 5 e 9), batteria (tracce 3 e 7), chitarra elettrica (tracce 4 e 13), mellotron (traccia 6), high string guitar (traccia 11), drum machine (traccia 12), pulse (traccia 13 e 15), basso (traccia 15)
- Justin Vernon – voce (traccia 4)

## Distribuzione
Il film è uscito il 25 novembre 2020 su Disney+ in tutti i paesi in cui il servizio è disponibile, dopo essere stato annunciato il giorno prima da un annuncio della cantante via social e dal relativo trailer.